# Gaudí (métro de Barcelone)
Gaudí est une station fantôme du métro de Barcelone, située sur l'actuelle ligne 5. Elle est située dans le district de l'Eixample.

## Situation sur le réseau
Établie en souterrain, la station est située sur le tronçon actuel de la branche sud de la ligne 5, entre les stations actuelles Sagrada Família et Sant Pau | Dos de Maig.

## Histoire
La station est construite dans les années 1960s dans le cadre du prolongement de l'ancienne ligne II, devenue ensuite la ligne 5. Mais du fait de sa trop grande proximité avec la station Sagrada Família, il a été décidé de ne jamais inaugurer la station, alors entièrement construite, qui n'a donc jamais vu passer un seul voyageur. La station sert aujourd'hui malgré tout de point de rencontre pour les ex-employés de la TMB à la retraite.